# أون بلوذيماري
أون بلوذيماري (بالإسبانية: Un Blodymary)‏ (تلفظ بالإسبانية: ‎/un bloðiˈmeɾi/‏) (حرفيًا تعني: ماري الدمويّة، إلا أنّها تُشير إلى مشروب كحولي يُعرف باسم بلادي ماري (بالإنجليزية: Bloody Mary)‏)؛ أغنية باللغة الإسبانية، لفرقة البوب الأندلسية-الإسبانية لاس كيتشاب، اُختيرت الأغنية لتُمثّل إسبانيا في مسابقة الأغنية الأوروبية المُقامة في أثينا بين 18-21 مايو 2006، حيث صدرت في 28 أبريل 2006، ضمن ألبوم موسيقي ضمَّ الأغاني المشاركة في المسابقة. وقد حصلت الأغنية على 18 نقطة لتحل في المركز الحادي والعشرين بين الأغنيات المشاركة في الحفل الختامي.

## وصلات خارجية
- أون بلوذيماري على موقع أول موفي (الإنجليزية)

- أغنية أون بلوذيماري على يوتيوب